# NGC 7508
NGC 7508 (другие обозначения — PGC 70663, UGC 12408, MCG 2-59-5, ZWG 431.11) — галактика в созвездии Пегас.
Этот объект входит в число перечисленных в оригинальной редакции «Нового общего каталога».